# Die Ostsee ruft
Die Ostsee ruft ist eine vom Fernsehen der DDR produzierte Bühnen-Komödie von Filmregisseur Eberhard Schäfer aus dem Jahr 1974. In den Hauptrollen agieren Herbert Köfer und Helga Göring als Ehepaar Lehnert.

## Handlung
Martin Lehnert hatte seiner Familie nur zum Spaß verlauten lassen, dass es mit dem Betriebsferienplatz an der Ostsee nichts geworden wäre. Doch dabei zeigte sich, dass seine Frau und die beiden Kinder darüber überhaupt nicht traurig sind. Im Gegenteil, er muss sich anhören, wie sie in den letzten Jahren unter seiner Urlaubsplanung gelitten hätten.
Während Martin vorgibt seinen Urlaub alleine ohne die Familie zu hause verbringen zu wollen, was die Angehörigen sehr erfreut, geben Petra und Klaus vor, an die See zelten fahren zu wollen. In Wirklichkeit wollen sie sich aber als Saisonkräfte bewerben, denn sie hatten in der Zeitung eine Annonce entdeckt, bei der händeringend nach Saisonkräften für die Gastronomie an der Ostsee gesucht wird. Zudem arbeitet Petras Freund Andreas in Bansin und so kann sie sich ungestört mit ihm dort treffen, ohne dass ihr Vater etwas davon erfahren würde. Aber auch Martin hatte die Annonce gelesen und versucht ebenfalls ohne Wissen seiner Familie auf diese Weise an die geliebte Ostsee zu gelangen, denn zu hause allein ist es ihm dann doch zu eintönig.
In Bansin angekommen trifft Martin auf seinen alten Schulfreund Hans-Joachim, der nun hier im Hotel plötzlich sein Chef ist. Leider klappt es deshalb mit seinem erhofften Schonplatz nicht, sondern er soll als Kellner arbeiten. Doch nun erfährt er, dass auch seine beiden Kinder und sogar Ehefrau Susanne im selben Hotel arbeiten wollen. Seine erhoffte Ruhe ist damit dahin und er versucht alles, damit seine Familie ihn nicht entdeckt. Aber das gelingt ihm nicht. Der Versuch sich vor seinen Kindern als Gast zu tarnen, schlägt ebenfalls fehl. Zu allem Überfluss macht ausgerechnet Martins Chef vom Institut für Meereskunde in diesem Hotel Urlaub und  nun muss er sich auch noch vor ihm rechtfertigen, was er hier tue. Seine kellnerischen Fähigkeiten lassen allerdings arg zu wünschen übrig. So ist Martin glücklich, als endlich Feierabend ist. Doch während seine Frau ihre Freizeit genießt, muss ihr Mann erst mal seine Socken stopfen.
Trotz aller Geheimhaltung erfahren Petras Eltern von ihrem Verhältnis zu Andreas Jauner. Nachdem sie diesen Schock verdaut haben, kann Martin seiner Familie die frohe Botschaft verkünden, dass er doch die Ferienplatzkarten bekommen hat und sie nun alle hier nicht mehr arbeiten müssen, sondern ihren Urlaub genießen könnten: in einem Vierbettzimmer! Petra und Klaus verzichten freiwillig und wollen lieber weiter arbeiten und ihre Dienstunterkunft behalten, die schließlich jeder nur für sich allein hat. Da auch Martins Frau weiter in der Küche arbeiten will, entschließt sich Martin am Ende ihr dabei zu helfen, da er erkannt hat, was er an ihr hat.

## Produktion
Der Film erlebte am 4. August 1974 im 1. Programm des Fernsehens der DDR seine Erstausstrahlung. Im September 2016 kam der Film bei Icestorm im Rahmen der Reihe DDR TV-Archiv auf DVD heraus.